# Сунь Сю
Сунь Сю (спрощ.: 孫休; піньїнь: Sun Xiu; 235 — 3 вересня 264) — 3-й імператор держави Східна У часів Трицарства. Девіз правління — Юнань.

## Біографія

### Ранні роки
Був сином імператора Сунь Цюаня й однієї з його наложниць Ван. Близько 250 року його батько організував шлюб між Сун Сю і Чжу, своєю онукою від доньки Сун Лю та її чоловіка Чжу Ю.
252 року, незадовго до смерті Сунь Цюаня, він представив Сун Сю, як князя Ланя з володіннями в Гуліні (сучасний Чичжоу, Аньхой). Пізніше, того ж року, після того, як його молодший брат Сунь Лян став імператором під ім'ям Куайцзи-ван, регент Чжуге Ке не хотів, щоб принц перебував поблизу найважливіших військових баз уздовж річки Янцзи, тому він надав Сунь Сю інший наділ у Даньяні (сучасний Сюаньчен).
У Даньяні, проте, у Сунь Сю не склались стосунки з місцевим губернатором, Лі Хеном. Тому імператор, на його прохання, надав йому інший наділ в окрузі Куайцзі (сучасний Шаосін, Чжецзян).
Згодом, остерігаючись за свою безпку, Сунь Сю відправив свою дружину, принцесу Чжу, до імператорської столиці й запропонував їй розлучитись, утім імператор відмовив йому, відправивши Чжу назад до чоловіка.
258 року після невдалої змови проти регента Сунь Чена, Сунь Лян був заарештований, а на його місце був поставлений Сунь Сю.

### Заколот проти імператора
Після сходження на трон новий імператор надав Сунь Чену нові володіння, щоб трохи його задобрити. Втім останній незабаром вступив у конфлікт з володарем через невеликий випадок — він приніс їжу та вино в імператорський палац і попросив імператора пообідати з ним, але імператор відмовився. Сунь Чен поїхав обідати з генералом Чжан Бу. Під час трапези він зауважив, що може легко замінити імператора, якщо захоче. Чжан Бу таємно повідомив про невдоволення Сунь Чена імператорові. Незважаючи на те, що останній продовжував товаришувати з Сунь Ченом, Чжан Бу занепокоївся про свою безпеку. З іншого боку, Сунь Чен також потурбувався про свої відносини з імператором, тому він просив дозволу йти до Учана (сучасний Ечжоу, Хубей) й очолити оборону на кордоні.
Незважаючи на те, що імператор дав згоду на прохання, він підозрював, що Сунь Чен хотів захопити контроль над Учаном, а потім повстати проти нього. Інший чиновник, Вей Мяо, також застеріг Сунь Сю, що Сунь Чен, можливо, планує змову. Окрім того, також поширились чутки про те, що Сунь Чен був нелояльним до імператора. Тоді Сунь Сю змовився з Чжан Бу та ще одним генералом Дін Феном убити Сунь Чена на святі під час Фестивалю Лаби (8-й день 12-го місячного місяця). Сунь Чена попередили, але він все одно прибув на свято, де його схопили солдати Чжан Бу та Дін Фена. Сунь Чен благав зберегти йому життя та заслати його до провінції Цзяо або понизити до статусу раба. Імператор відмовився помилувати його посилаючись на те, що він не врятував Тен Іня і Лю Чу. Сунь Сю наказав стратити Сунь Чена разом із членами його родини.

### Правління
Був відомий своєю толерантністю. Тим не менше, він не виявив себе ані у військових, ані у внутрішніх справах, тому доручив більшість важливих справ Чжан Бу і Пуян Сіну, з яких ніхто не впорався з такими завданнями. Обидва були також помірно корумпованими. Тому уряд був не надто ефективним. 260 року, за підтримки Пуян Сіна, розпочався дорогий проект зі створення штучного зрошувального озера Пулі. Багато чиновників вважали, що проект буде занадто дорогим і без будь-якої гарантії успіху. Зрештою, проект було згорнуто, коли стало зрозуміло, що його неможливо завершити.
Того ж, 260 року, Сунь Сю, який завжди пам'ятав про свого заарештованого брата, колишнього імператора, після наклепу про те, що Сунь Лян використовував чаклунство, понизив його в статусі до хоу й відправив до підлеглих йому територій (сучасний Фучжоу, Фуцзянь). Сунь Лян загинув дорогою. Після цього поширились чутки про те, що він покінчив життя самогубством, але деякі історики вважають, що імператор наказав отруїти його.
262 року Сунь Сю зробив імператрицею свою дружину, принцесу Чжу. Він також призначив свого старшого сина, Сунь Вана, спадкоємцем трону. 263 року через корумпованість командувача Сунь Сюя почались народні заворушення в Цзяочжі (сучасний Ханой, В'єтнам), до них приєднались жителі сусідніх Цзючжоу (сучасний Тханьхоа, В'єтнам) і Рінана (сучасний Куангчі, В'єтнам). Повстанці також шукали військової допомоги в держави Вей.
263 року, коли нападу з боку держави Вей зазнав союзник У — Шу — Сунь Сю відрядив на допомогу дві свої армії — одну для нападу на Шучунь, а іншу — на Ханьчжоу, щоб відтягнути сили Вей та змусити їх піти з Шу. Однак обидві армії не змогли досягти поставленої мети. Імператор Шу, Лю Шань, здався Вей того ж року, тим самим припинивши існування своєї держави. Коли Сунь Сю довідався про розлад в армії Шу, то спробував силоміць приєднати до своїх володінь частину тамтешніх територій. Проте Ло Сянь, колишній генерал Шу, губернатор Бадону, зумів відбити вторгнення У та, зрештою, теж здався Вей.
Влітку 264 року Сунь Сю захворів, через що викликав Пуян Сіна до імператорського палацу, де проголосив своїм спадкоємцем Сунь Вана. Невдовзі імператор помер, утім Пуян Сін не виконав волі померлого. Замість того він вирішив поставити на престол більш досвідченого Сунь Хао, онука Сунь Цюаня.